# Réaup-Lisse
Réaup-Lisse település Franciaországban, Lot-et-Garonne megyében. Lakosainak száma 594 fő (2022. január 1.). Réaup-Lisse Andiran, Arx, Barbaste, Boussès, Durance, Mézin, Nérac, Poudenas és Sos községekkel határos.

## Népesség
A település népessége az elmúlt években az alábbi módon változott:
| Lakosok száma | 586  | 598  | 618  | 606  | 609  | 606  | 602  | 598  | 594  |
|               | 2013 | 2015 | 2016 | 2017 | 2018 | 2019 | 2020 | 2021 | 2022 |